# Stelis nexipous
Stelis nexipous är en orkidéart som beskrevs av Leslie Andrew Garay. Stelis nexipous ingår i släktet Stelis och familjen orkidéer. Inga underarter finns listade i Catalogue of Life.